# 东郭庄站
东郭庄站是青岛地铁1号线的地铁车站，位于中华人民共和国山东省青岛市城阳区环城北路与国城路交叉口西侧，为1号线北端终点站，于2020年12月24日开通。

## 车站结构
东郭庄站位于环城北路与国城路交叉口西侧，沿环城北路设置，大致呈东西走向，为地下两层岛式站台车站，车站长435米，车站地下一层为站厅层，地下二层为站台层，站台设置全高站台门。车站西侧设有一条单渡线，东侧设有两条出入段线，连通东郭庄车辆段。
| 地面              | 出入口 | A、B、C出入口                                                                         |
| 地下一层          | 站厅   | 客服中心、自动售票机、验票机                                                          |
| 地下二层          | 站台   | \| \| \| 1号线往王家港（沟岔） \| \| 島式 · 開左邊车门 \| \| \| \| \| \| 1号线落客 \| |
|                   |        | 1号线往王家港（沟岔）                                                                 |
| 島式 · 開左邊车门 |        |                                                                                       |
|                   |        | 1号线落客                                                                             |

## 出入口
东郭庄站共设3个出入口，各出口及周围设施如下所示：
| 编号                | 指示           | 建议前往的目的地 | 图片 |
| ------------------- | -------------- | ---------------- | ---- |
| A · 出口 · （设有） | 环城北路（北） |                  |      |
| B · 出口            | 环城北路（北） | 西郭庄社区       |      |
| C · 出口            | 环城北路（南） |                  |      |
| 图例： 设有         |                |                  |      |

## 接驳交通

### 公交车
- 西郭庄社区：915路，928路，4213路，4218路，4222路，4223路
- 环城北路珮城路：915路，928路

## 车站历史
本站工程名与正式站名均为东郭庄站，以车站所处的东郭庄社区命名。
- 2020年12月24日，车站随1号线北段通车开通[1]。